# The Code (bài hát của Nemo)
"The Code" (n.đ. "Mã") là một bài hát của ca sĩ người Thụy Sĩ Nemo, được Better Now Records phát hành vào ngày 29 tháng 2 năm 2024. Nemo mô tả đây là một bài hát kể chi tiết trải nghiệm của Nemo trong quá trình chấp nhận bản dạng phi nhị nguyên của mình. Ca khúc do Nemo và ba nhạc sĩ khác sáng tác. Bài hát đại diện cho Thụy Sĩ trong Eurovision Song Contest 2024, giành chiến thắng với 591 điểm và mang cúp về cho quốc gia này lần đầu tiên kể từ năm 1988.

## Bối cảnh và sáng tác

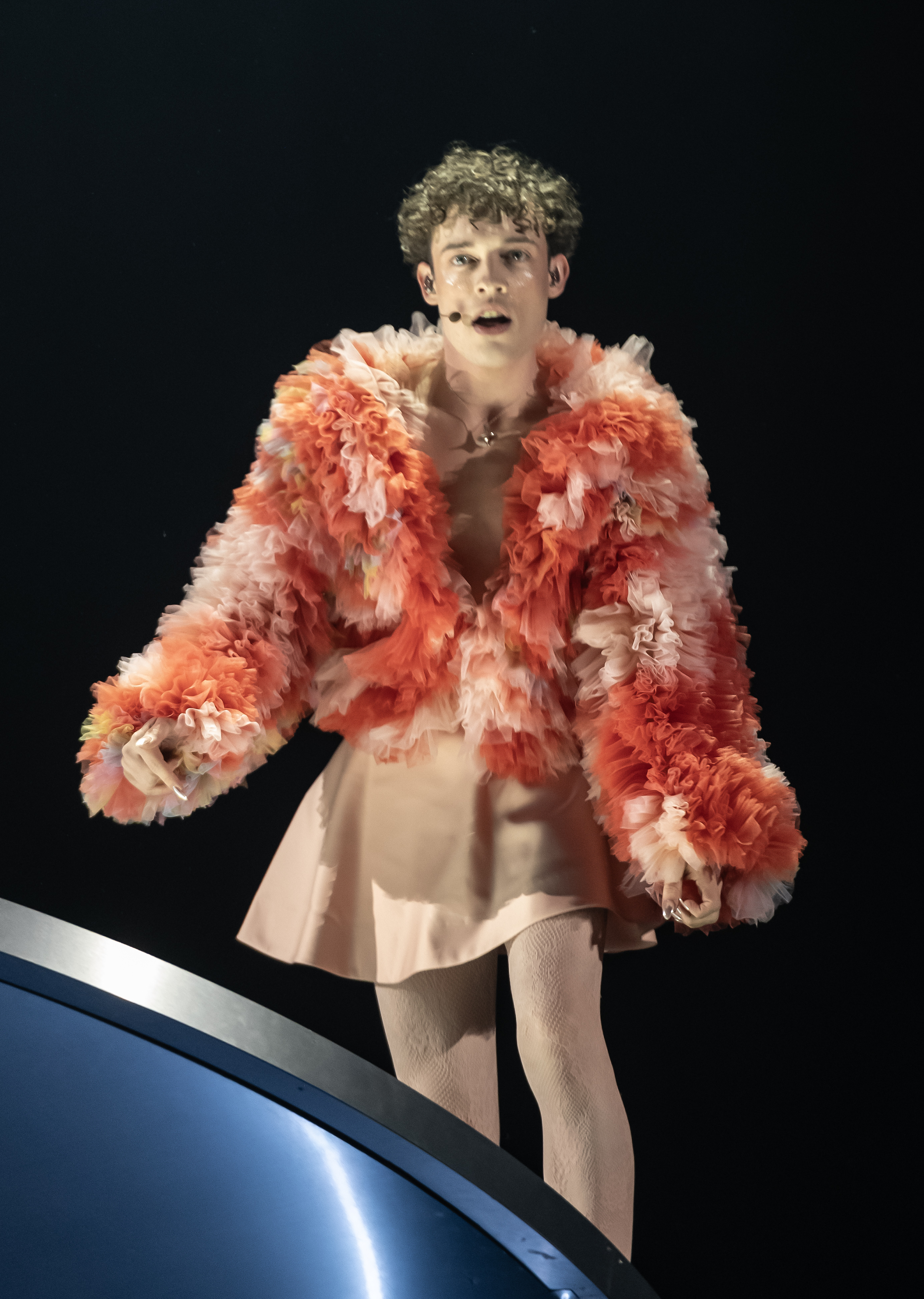
Nemo biểu diễn "The Code" tại Eurovision Song Contest 2024

"The Code" do Benjamin Alasu, Lasse Midtsian Nymann, Linda Dale và Nemo Mettler sáng tác. BBC mô tả bài hát như một "vở opera EDM drum and bass" và cho rằng điệp khúc của bài được lấy cảm hứng từ Cây sáo thần của Wolfgang Amadeus Mozart. Trong thông cáo báo chí, Nemo phát biểu rằng bài hát trình bày chi tiết về quá trình nhận thức của Nemo về bản dạng phi nhị nguyên, trong đó, việc nhận ra mình phi nhị nguyên đã mang lại cho Nemo "sự tự do" và bằng cách tham gia Eurovision Song Contest, Nemo có thể "đứng lên vì toàn thể cộng đồng LGBTQIA+". Theo Nemo, khi chấp nhận rằng Nemo không "cảm thấy mình là nam hay nữ... Tôi đã phải phá một vài mã"; bài hát đề cập đến mã nhị phân, đại hiện cho cách phân loại nhị nguyên của giới tính xã hội. Nemo cũng tuyên bố trong bài hát, rằng Nemo đã tìm thấy "vương quốc đã đến", từ chối tuân theo các chuẩn mực phân loại giới tính truyền thống và từ chối tuân theo chỉ một phong cách âm nhạc.

## Danh sách track
Tải nhạc và phát trực tuyến
1. "The Code" – 3:00

Tải nhạc và phát trực tuyến – remix
1. "The Code" (Felix Jaehn remix) – 3:18
2. "The Code" – 3:00

Tải nhạc và phát trực tuyến – bản hòa nhạc giao hưởng
1. "The Code" (bản hòa nhạc giao hưởng) – 3:07
2. "The Code" – 3:00

Đĩa đơn CD
1. "The Code"
2. "The Code" (bản karaoke)
3. "The Code" (Felix Jaehn remix)

## Giải thưởng và đề cử
| Năm  | Giải thưởng            | Thể loại                    | Kết quả   | Ct.    |
| ---- | ---------------------- | --------------------------- | --------- | ------ |
| 2024 | Marcel Bezençon Awards | Artistic Award              | Đoạt giải | [ 9 ]  |
| 2024 | Marcel Bezençon Awards | Composer Award              | Đoạt giải | [ 9 ]  |
| 2024 | OGAE                   | GAE Poll                    | Thứ 3     | [ 10 ] |
| 2024 | OUTmusic Awards        | Eurovision Song of the Year | Đoạt giải | [ 11 ] |

## Bảng xếp hạng
| Bảng xếp hạng (2024)                          | Vị trí cao nhất |
| --------------------------------------------- | --------------- |
| Australia Digital Tracks (ARIA)               | 27              |
| Áo (Ö3 Austria Top 40)                        | 2               |
| Bỉ (Ultratop 50 Flanders)                     | 15              |
| Bỉ (Ultratop 50 Wallonia)                     | 49              |
| Croatia (Billboard)                           | 8               |
| Croatia Airplay (HRT)                         | 26              |
| Cộng hòa Séc (Singles Digitál Top 100)        | 25              |
| Phần Lan (Suomen virallinen lista)            | 5               |
| Pháp (SNEP)                                   | 92              |
| Đức (GfK)                                     | 14              |
| Global 200 (Billboard)                        | 52              |
| Hy Lạp International (IFPI)                   | 1               |
| Iceland (Plötutíðindi)                        | 9               |
| Ireland (IRMA)                                | 17              |
| Ý (FIMI)                                      | 61              |
| Latvia (LAIPA)                                | 2               |
| Litva (AGATA)                                 | 2               |
| Luxembourg (Billboard)                        | 5               |
| Hà Lan (Dutch Top 40)                         | 37              |
| Hà Lan (Single Top 100)                       | 13              |
| New Zealand Hot Singles (RMNZ)                | 29              |
| Na Uy (VG-lista)                              | 13              |
| Ba Lan (Polish Streaming Top 100)             | 15              |
| Bồ Đào Nha (AFP)                              | 28              |
| Slovakia (Singles Digitál Top 100)            | 57              |
| Tây Ban Nha (PROMUSICAE)                      | 40              |
| Thụy Điển (Sverigetopplistan)                 | 5               |
| Thụy Sĩ (Schweizer Hitparade)                 | 1               |
| Anh Quốc (OCC)                                | 18              |
| Hoa Kỳ Hot Dance/Electronic Songs (Billboard) | 32              |

## Chứng nhận
| Quốc gia                                      | Chứng nhận      | Số đơn vị/doanh số chứng nhận |
| Phát trực tuyến                               | Phát trực tuyến | Phát trực tuyến               |
| --------------------------------------------- | --------------- | ----------------------------- |
| Hy Lạp (IFPI Hy Lạp)                          | Vàng            | 1.000.000                     |
| Chứng nhận dựa theo doanh số phát trực tuyến. |                 |                               |

## Lịch sử phát hành
| Quốc gia       | Thời gian        | Định dạng                | Phiên bản                             | Nhãn                 | Ct.    |
| -------------- | ---------------- | ------------------------ | ------------------------------------- | -------------------- | ------ |
| Nhiều quốc gia | 29 tháng 2, 2024 | Tải nhạc phát trực tuyến | Bản gốc                               | Better Now Universal | [ 43 ] |
| Nhiều quốc gia | 26 tháng 4, 2024 | Tải nhạc phát trực tuyến | Felix Jaehn remix                     | Better Now Universal | [ 6 ]  |
| Nhiều quốc gia | 10 tháng 5, 2024 | Tải nhạc phát trực tuyến | Bản hòa nhạc giao hưởng               | Better Now Universal | [ 7 ]  |
| Nhiều quốc gia | 10 tháng 5, 2024 | CD                       | Bản gốc bản karaoke Felix Jaehn remix | Better Now Universal | [ 8 ]  |
| Ý              | 13 tháng 5, 2024 | Airplay                  | Bản gốc                               | EMI                  | [ 44 ] |